# Olga de Rússia (duquessa d'Oldenburg)

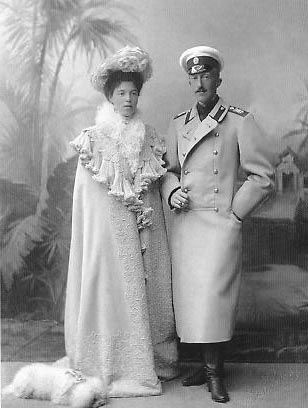
La gran duquessa Olga de Rússia i el príncep Pere d'Oldenburg al 1901

Olga de Rússia, duquessa d'Oldenburg (Peterhoff 1882 - Ontario 1960). La gran duquessa Olga fou l'última supervivent dels anomenats Romanovs majors de la història d'aquesta família. Amb la seva mort al Canadà acabava la dinastia dels Holstein-Gottorp-Romanov en la seva branca principal.
Filla del tsar Alexandre III de Rússia i de la princesa Dagmar de Dinamarca. Era per tant descendents dels reis de Dinamarca i dels tsars de Rússia, a la vegada que era cosina en primer grau del rei Jordi V del Regne Unit, del rei Constantí I de Grècia, del rei Cristià X de Dinamarca o del príncep Ernest August de Hannover.
Pel seu caràcter estigué especialment unida amb el seu pare el tsar Alexandre III de Rússia i al seu germà Nicolau II de Rússia, tots de caràcter introvertit i amants de la vida senzilla i plàcida del camp rus i allunyada de la vida cortesana.
L'any 1898 li fou arreglat el seu casament amb el príncep Pere d'Oldenburg, príncep pertanyent a la família gran ducal d'Oldenburg regnant al ducat fins a l'any 1918 Aquest matrimoni acabà en fracàs i la gran duquessa es casà de nou amb el capità Nicolau Alexandrivuch Kulikovski l'any 1916. La parella s'establí a Crimea i això els salvà de la Revolució. Visqueren a Rússia fins a l'any 1920 en què fugiren a través dels Dardanels de l'Exèrcit roig, això convertí a la gran duquessa amb l'última Romanov a viure a Rússia. L'any 1921 s'establiren a Dinamarca amb la tsarina viuda i hi visqueren fins al 1928
Establerts a Dinamarca visqueren amb la seva mare. La parella tingué dos fills:
- SA el príncep Thion Nicolaievich Romanov-Kulikovski

- SA el príncep Gury Nicolaievich Romanov-Kulikovski

L'any 1925 la gran duquessa viatjà a Berlín per reconèixer la senyoreta Anderson com la seva neboda la gran duquessa Anastasia. Ella digué que la senyoreta Anderson creia ser algú que simplement no era.
Al llarg de la Segona Guerra Mundial seguí visquent a Dinamarca malgrat la ferotge propaganda comunista en contra la seva persona. L'any 1948 es traslladà a viure a Ontario al Canadà on comprà amb el seu espòs una finca rural. Malgrat que la seva vida estigué marcada pel tràgic desenllaç de la seva família, en cap moment li afectaren els somnis de grandesa que si que tingueren molts altres famíliars Romanov.
La gran duquessa Olga morí l'any 1960 a Ontario en un estat de pobresa. Fou una reconeguda pintora.